# Lista de mesorregiões e microrregiões de São Paulo

Mapa de São Paulo mostrando seus municípios agrupados em microrregiões, que por sua vez estão agrupadas em mesorregiões.

Esta é a lista de mesorregiões e microrregiões de São Paulo, estado brasileiro da Região Sudeste do país. O estado de São Paulo foi dividido geograficamente pelo IBGE em 15 mesorregiões, que por sua vez abrangiam 63 microrregiões, segundo o quadro vigente entre 1989 e 2017.
Em 2017, o IBGE extinguiu as mesorregiões e microrregiões, criando um novo quadro regional brasileiro, com novas divisões geográficas denominadas, respectivamente, regiões geográficas intermediárias e imediatas.

## Mesorregiões de São Paulo
| Mesorregião                  | Código | Número de municípios | Localização           | Microrregiões    | Código |
| ---------------------------- | ------ | -------------------- | --------------------- | ---------------- | ------ |
| São José do Rio Preto        | 01     | 109                  |                       | Jales            | 001    |
| São José do Rio Preto        | 01     | 109                  | Fernandópolis         | 002              |        |
| São José do Rio Preto        | 01     | 109                  | Votuporanga           | 003              |        |
| São José do Rio Preto        | 01     | 109                  | São José do Rio Preto | 004              |        |
| São José do Rio Preto        | 01     | 109                  | Catanduva             | 005              |        |
| São José do Rio Preto        | 01     | 109                  | Auriflama             | 006              |        |
| São José do Rio Preto        | 01     | 109                  | Nhandeara             | 007              |        |
| São José do Rio Preto        | 01     | 109                  | Novo Horizonte        | 008              |        |
| Ribeirão Preto               | 02     | 66                   |                       | Barretos         | 009    |
| Ribeirão Preto               | 02     | 66                   | São Joaquim da Barra  | 010              |        |
| Ribeirão Preto               | 02     | 66                   | Ituverava             | 011              |        |
| Ribeirão Preto               | 02     | 66                   | Franca                | 012              |        |
| Ribeirão Preto               | 02     | 66                   | Jaboticabal           | 013              |        |
| Ribeirão Preto               | 02     | 66                   | Ribeirão Preto        | 014              |        |
| Ribeirão Preto               | 02     | 66                   | Batatais              | 015              |        |
| Araçatuba                    | 03     | 36                   |                       | Andradina        | 016    |
| Araçatuba                    | 03     | 36                   | Araçatuba             | 017              |        |
| Araçatuba                    | 03     | 36                   | Birigui               | 018              |        |
| Bauru                        | 04     | 56                   |                       | Lins             | 019    |
| Bauru                        | 04     | 56                   | Bauru                 | 020              |        |
| Bauru                        | 04     | 56                   | Jaú                   | 021              |        |
| Bauru                        | 04     | 56                   | Avaré                 | 022              |        |
| Bauru                        | 04     | 56                   | Botucatu              | 023              |        |
| Araraquara                   | 05     | 21                   |                       | Araraquara       | 024    |
| Araraquara                   | 05     | 21                   | São Carlos            | 025              |        |
| Piracicaba                   | 06     | 26                   |                       | Rio Claro        | 026    |
| Piracicaba                   | 06     | 26                   | Limeira               | 027              |        |
| Piracicaba                   | 06     | 26                   | Piracicaba            | 028              |        |
| Campinas                     | 07     | 49                   |                       | Pirassununga     | 029    |
| Campinas                     | 07     | 49                   | São João da Boa Vista | 030              |        |
| Campinas                     | 07     | 49                   | Mogi Mirim            | 031              |        |
| Campinas                     | 07     | 49                   | Campinas              | 032              |        |
| Campinas                     | 07     | 49                   | Amparo                | 033              |        |
| Presidente Prudente          | 08     | 54                   |                       | Dracena          | 034    |
| Presidente Prudente          | 08     | 54                   | Adamantina            | 035              |        |
| Presidente Prudente          | 08     | 54                   | Presidente Prudente   | 036              |        |
| Marília                      | 09     | 20                   |                       | Tupã             | 037    |
| Marília                      | 09     | 20                   | Marília               | 038              |        |
| Assis                        | 10     | 35                   |                       | Assis            | 039    |
| Assis                        | 10     | 35                   | Ourinhos              | 040              |        |
| Itapetininga                 | 11     | 36                   |                       | Itapeva          | 041    |
| Itapetininga                 | 11     | 36                   | Itapetininga          | 042              |        |
| Itapetininga                 | 11     | 36                   | Tatuí                 | 043              |        |
| Itapetininga                 | 11     | 36                   | Capão Bonito          | 044              |        |
| Macro Metropolitana Paulista | 12     | 36                   |                       | Piedade          | 045    |
| Macro Metropolitana Paulista | 12     | 36                   | Sorocaba              | 046              |        |
| Macro Metropolitana Paulista | 12     | 36                   | Jundiaí               | 047              |        |
| Macro Metropolitana Paulista | 12     | 36                   | Bragança Paulista     | 048              |        |
| Vale do Paraíba Paulista     | 13     | 39                   |                       | Campos do Jordão | 049    |
| Vale do Paraíba Paulista     | 13     | 39                   | São José dos Campos   | 050              |        |
| Vale do Paraíba Paulista     | 13     | 39                   | Guaratinguetá         | 051              |        |
| Vale do Paraíba Paulista     | 13     | 39                   | Bananal               | 052              |        |
| Vale do Paraíba Paulista     | 13     | 39                   | Paraibuna/Paraitinga  | 053              |        |
| Vale do Paraíba Paulista     | 13     | 39                   | Caraguatatuba         | 054              |        |
| Litoral Sul Paulista         | 14     | 17                   |                       | Registro         | 055    |
| Litoral Sul Paulista         | 14     | 17                   | Itanhaém              | 056              |        |
| Metropolitana de São Paulo   | 15     | 45                   |                       | Osasco           | 057    |
| Metropolitana de São Paulo   | 15     | 45                   | Franco da Rocha       | 058              |        |
| Metropolitana de São Paulo   | 15     | 45                   | Guarulhos             | 059              |        |
| Metropolitana de São Paulo   | 15     | 45                   | Itapecerica da Serra  | 060              |        |
| Metropolitana de São Paulo   | 15     | 45                   | São Paulo             | 061              |        |
| Metropolitana de São Paulo   | 15     | 45                   | Mogi das Cruzes       | 062              |        |
| Metropolitana de São Paulo   | 15     | 45                   | Santos                | 063              |        |

## Microrregiões de São Paulo divididas por mesorregiões

### Mesorregião de São José do Rio Preto
| Microrregião          | Código | Localização              | Municípios        |
| --------------------- | ------ | ------------------------ | ----------------- |
| Jales                 | 001    |                          | Aparecida d'Oeste |
| Jales                 | 001    | Aspásia                  |                   |
| Jales                 | 001    | Dirce Reis               |                   |
| Jales                 | 001    | Dolcinópolis             |                   |
| Jales                 | 001    | Jales                    |                   |
| Jales                 | 001    | Marinópolis              |                   |
| Jales                 | 001    | Mesópolis                |                   |
| Jales                 | 001    | Nova Canaã Paulista      |                   |
| Jales                 | 001    | Palmeira d'Oeste         |                   |
| Jales                 | 001    | Paranapuã                |                   |
| Jales                 | 001    | Pontalinda               |                   |
| Jales                 | 001    | Populina                 |                   |
| Jales                 | 001    | Rubineia                 |                   |
| Jales                 | 001    | Santa Albertina          |                   |
| Jales                 | 001    | Santa Clara d'Oeste      |                   |
| Jales                 | 001    | Santa Fé do Sul          |                   |
| Jales                 | 001    | Santa Rita d'Oeste       |                   |
| Jales                 | 001    | Santa Salete             |                   |
| Jales                 | 001    | Santana da Ponte Pensa   |                   |
| Jales                 | 001    | São Francisco            |                   |
| Jales                 | 001    | Três Fronteiras          |                   |
| Jales                 | 001    | Urânia                   |                   |
| Jales                 | 001    | Vitória Brasil           |                   |
| Fernandópolis         | 002    |                          | Estrela d'Oeste   |
| Fernandópolis         | 002    | Fernandópolis            |                   |
| Fernandópolis         | 002    | Guarani d'Oeste          |                   |
| Fernandópolis         | 002    | Indiaporã                |                   |
| Fernandópolis         | 002    | Macedônia                |                   |
| Fernandópolis         | 002    | Meridiano                |                   |
| Fernandópolis         | 002    | Mira Estrela             |                   |
| Fernandópolis         | 002    | Ouroeste                 |                   |
| Fernandópolis         | 002    | Pedranópolis             |                   |
| Fernandópolis         | 002    | São João das Duas Pontes |                   |
| Fernandópolis         | 002    | Turmalina                |                   |
| Votuporanga           | 003    |                          | Álvares Florence  |
| Votuporanga           | 003    | Américo de Campos        |                   |
| Votuporanga           | 003    | Cardoso                  |                   |
| Votuporanga           | 003    | Cosmorama                |                   |
| Votuporanga           | 003    | Parisi                   |                   |
| Votuporanga           | 003    | Pontes Gestal            |                   |
| Votuporanga           | 003    | Riolândia                |                   |
| Votuporanga           | 003    | Valentim Gentil          |                   |
| Votuporanga           | 003    | Votuporanga              |                   |
| São José do Rio Preto | 004    |                          | Adolfo            |
| São José do Rio Preto | 004    | Altair                   |                   |
| São José do Rio Preto | 004    | Bady Bassitt             |                   |
| São José do Rio Preto | 004    | Bálsamo                  |                   |
| São José do Rio Preto | 004    | Cedral                   |                   |
| São José do Rio Preto | 004    | Guapiaçu                 |                   |
| São José do Rio Preto | 004    | Guaraci                  |                   |
| São José do Rio Preto | 004    | Ibirá                    |                   |
| São José do Rio Preto | 004    | Icém                     |                   |
| São José do Rio Preto | 004    | Ipiguá                   |                   |
| São José do Rio Preto | 004    | Jaci                     |                   |
| São José do Rio Preto | 004    | José Bonifácio           |                   |
| São José do Rio Preto | 004    | Mendonça                 |                   |
| São José do Rio Preto | 004    | Mirassol                 |                   |
| São José do Rio Preto | 004    | Mirassolândia            |                   |
| São José do Rio Preto | 004    | Nova Aliança             |                   |
| São José do Rio Preto | 004    | Nova Granada             |                   |
| São José do Rio Preto | 004    | Olímpia                  |                   |
| São José do Rio Preto | 004    | Onda Verde               |                   |
| São José do Rio Preto | 004    | Orindiúva                |                   |
| São José do Rio Preto | 004    | Palestina                |                   |
| São José do Rio Preto | 004    | Paulo de Faria           |                   |
| São José do Rio Preto | 004    | Planalto                 |                   |
| São José do Rio Preto | 004    | Potirendaba              |                   |
| São José do Rio Preto | 004    | São José do Rio Preto    |                   |
| São José do Rio Preto | 004    | Tanabi                   |                   |
| São José do Rio Preto | 004    | Ubarana                  |                   |
| São José do Rio Preto | 004    | Uchoa                    |                   |
| São José do Rio Preto | 004    | Zacarias                 |                   |
| Catanduva             | 005    |                          | Ariranha          |
| Catanduva             | 005    | Cajobi                   |                   |
| Catanduva             | 005    | Catanduva                |                   |
| Catanduva             | 005    | Catiguá                  |                   |
| Catanduva             | 005    | Elisiário                |                   |
| Catanduva             | 005    | Embaúba                  |                   |
| Catanduva             | 005    | Novais                   |                   |
| Catanduva             | 005    | Palmares Paulista        |                   |
| Catanduva             | 005    | Paraíso                  |                   |
| Catanduva             | 005    | Pindorama                |                   |
| Catanduva             | 005    | Santa Adélia             |                   |
| Catanduva             | 005    | Severínia                |                   |
| Catanduva             | 005    | Tabapuã                  |                   |
| Auriflama             | 006    |                          | Auriflama         |
| Auriflama             | 006    | Floreal                  |                   |
| Auriflama             | 006    | Gastão Vidigal           |                   |
| Auriflama             | 006    | General Salgado          |                   |
| Auriflama             | 006    | Guzolândia               |                   |
| Auriflama             | 006    | Magda                    |                   |
| Auriflama             | 006    | Nova Castilho            |                   |
| Auriflama             | 006    | Nova Luzitânia           |                   |
| Auriflama             | 006    | São João de Iracema      |                   |
| Nhandeara             | 007    |                          | Macaubal          |
| Nhandeara             | 007    | Monções                  |                   |
| Nhandeara             | 007    | Monte Aprazível          |                   |
| Nhandeara             | 007    | Neves Paulista           |                   |
| Nhandeara             | 007    | Nhandeara                |                   |
| Nhandeara             | 007    | Nipoã                    |                   |
| Nhandeara             | 007    | Poloni                   |                   |
| Nhandeara             | 007    | Sebastianópolis do Sul   |                   |
| Nhandeara             | 007    | União Paulista           |                   |
| Novo Horizonte        | 008    |                          | Irapuã            |
| Novo Horizonte        | 008    | Itajobi                  |                   |
| Novo Horizonte        | 008    | Marapoama                |                   |
| Novo Horizonte        | 008    | Novo Horizonte           |                   |
| Novo Horizonte        | 008    | Sales                    |                   |
| Novo Horizonte        | 008    | Urupês                   |                   |

### Mesorregião de Ribeirão Preto
| Microrregião         | Código | Localização                | Municípios        |
| -------------------- | ------ | -------------------------- | ----------------- |
| Barretos             | 009    |                            | Barretos          |
| Barretos             | 009    | Colina                     |                   |
| Barretos             | 009    | Colômbia                   |                   |
| São Joaquim da Barra | 010    |                            | Guaíra            |
| São Joaquim da Barra | 010    | Ipuã                       |                   |
| São Joaquim da Barra | 010    | Jaborandi                  |                   |
| São Joaquim da Barra | 010    | Miguelópolis               |                   |
| São Joaquim da Barra | 010    | Morro Agudo                |                   |
| São Joaquim da Barra | 010    | Nuporanga                  |                   |
| São Joaquim da Barra | 010    | Orlândia                   |                   |
| São Joaquim da Barra | 010    | Sales Oliveira             |                   |
| São Joaquim da Barra | 010    | São Joaquim da Barra       |                   |
| Ituverava            | 011    |                            | Aramina           |
| Ituverava            | 011    | Buritizal                  |                   |
| Ituverava            | 011    | Guará                      |                   |
| Ituverava            | 011    | Igarapava                  |                   |
| Ituverava            | 011    | Ituverava                  |                   |
| Franca               | 012    |                            | Cristais Paulista |
| Franca               | 012    | Franca                     |                   |
| Franca               | 012    | Itirapuã                   |                   |
| Franca               | 012    | Jeriquara                  |                   |
| Franca               | 012    | Patrocínio Paulista        |                   |
| Franca               | 012    | Pedregulho                 |                   |
| Franca               | 012    | Restinga                   |                   |
| Franca               | 012    | Ribeirão Corrente          |                   |
| Franca               | 012    | Rifaina                    |                   |
| Franca               | 012    | São José da Bela Vista     |                   |
| Jaboticabal          | 013    |                            | Bebedouro         |
| Jaboticabal          | 013    | Cândido Rodrigues          |                   |
| Jaboticabal          | 013    | Fernando Prestes           |                   |
| Jaboticabal          | 013    | Guariba                    |                   |
| Jaboticabal          | 013    | Jaboticabal                |                   |
| Jaboticabal          | 013    | Monte Alto                 |                   |
| Jaboticabal          | 013    | Monte Azul Paulista        |                   |
| Jaboticabal          | 013    | Pirangi                    |                   |
| Jaboticabal          | 013    | Pitangueiras               |                   |
| Jaboticabal          | 013    | Santa Ernestina            |                   |
| Jaboticabal          | 013    | Taiaçu                     |                   |
| Jaboticabal          | 013    | Taiuva                     |                   |
| Jaboticabal          | 013    | Taquaral                   |                   |
| Jaboticabal          | 013    | Taquaritinga               |                   |
| Jaboticabal          | 013    | Terra Roxa                 |                   |
| Jaboticabal          | 013    | Viradouro                  |                   |
| Jaboticabal          | 013    | Vista Alegre do Alto       |                   |
| Ribeirão Preto       | 014    |                            | Barrinha          |
| Ribeirão Preto       | 014    | Brodowski                  |                   |
| Ribeirão Preto       | 014    | Cravinhos                  |                   |
| Ribeirão Preto       | 014    | Dumont                     |                   |
| Ribeirão Preto       | 014    | Guatapará                  |                   |
| Ribeirão Preto       | 014    | Jardinópolis               |                   |
| Ribeirão Preto       | 014    | Luiz Antônio               |                   |
| Ribeirão Preto       | 014    | Pontal                     |                   |
| Ribeirão Preto       | 014    | Pradópolis                 |                   |
| Ribeirão Preto       | 014    | Ribeirão Preto             |                   |
| Ribeirão Preto       | 014    | Santa Rita do Passa Quatro |                   |
| Ribeirão Preto       | 014    | Santa Rosa de Viterbo      |                   |
| Ribeirão Preto       | 014    | São Simão                  |                   |
| Ribeirão Preto       | 014    | Serra Azul                 |                   |
| Ribeirão Preto       | 014    | Serrana                    |                   |
| Ribeirão Preto       | 014    | Sertãozinho                |                   |
| Batatais             | 015    |                            | Altinópolis       |
| Batatais             | 015    | Batatais                   |                   |
| Batatais             | 015    | Cajuru                     |                   |
| Batatais             | 015    | Cássia dos Coqueiros       |                   |
| Batatais             | 015    | Santa Cruz da Esperança    |                   |
| Batatais             | 015    | Santo Antônio da Alegria   |                   |

### Mesorregião de Araçatuba
| Microrregião | Código | Localização                | Municípios  |
| ------------ | ------ | -------------------------- | ----------- |
| Andradina    | 016    |                            | Andradina   |
| Andradina    | 016    | Castilho                   |             |
| Andradina    | 016    | Guaraçaí                   |             |
| Andradina    | 016    | Ilha Solteira              |             |
| Andradina    | 016    | Itapura                    |             |
| Andradina    | 016    | Mirandópolis               |             |
| Andradina    | 016    | Murutinga do Sul           |             |
| Andradina    | 016    | Nova Independência         |             |
| Andradina    | 016    | Pereira Barreto            |             |
| Andradina    | 016    | Sud Mennucci               |             |
| Andradina    | 016    | Suzanápolis                |             |
| Araçatuba    | 017    |                            | Araçatuba   |
| Araçatuba    | 017    | Bento de Abreu             |             |
| Araçatuba    | 017    | Guararapes                 |             |
| Araçatuba    | 017    | Lavínia                    |             |
| Araçatuba    | 017    | Rubiácea                   |             |
| Araçatuba    | 017    | Santo Antônio do Aracanguá |             |
| Araçatuba    | 017    | Valparaíso                 |             |
| Birigui      | 018    |                            | Alto Alegre |
| Birigui      | 018    | Avanhandava                |             |
| Birigui      | 018    | Barbosa                    |             |
| Birigui      | 018    | Bilac                      |             |
| Birigui      | 018    | Birigui                    |             |
| Birigui      | 018    | Braúna                     |             |
| Birigui      | 018    | Brejo Alegre               |             |
| Birigui      | 018    | Buritama                   |             |
| Birigui      | 018    | Clementina                 |             |
| Birigui      | 018    | Coroados                   |             |
| Birigui      | 018    | Gabriel Monteiro           |             |
| Birigui      | 018    | Glicério                   |             |
| Birigui      | 018    | Lourdes                    |             |
| Birigui      | 018    | Luiziânia                  |             |
| Birigui      | 018    | Penápolis                  |             |
| Birigui      | 018    | Piacatu                    |             |
| Birigui      | 018    | Santópolis do Aguapeí      |             |
| Birigui      | 018    | Turiúba                    |             |

### Mesorregião de Bauru
| Microrregião | Código | Localização       | Municípios             |
| ------------ | ------ | ----------------- | ---------------------- |
| Lins         | 019    |                   | Cafelândia             |
| Lins         | 019    | Getulina          |                        |
| Lins         | 019    | Guaiçara          |                        |
| Lins         | 019    | Guaimbê           |                        |
| Lins         | 019    | Júlio Mesquita    |                        |
| Lins         | 019    | Lins              |                        |
| Lins         | 019    | Promissão         |                        |
| Lins         | 019    | Sabino            |                        |
| Bauru        | 020    |                   | Agudos                 |
| Bauru        | 020    | Arealva           |                        |
| Bauru        | 020    | Areiópolis        |                        |
| Bauru        | 020    | Avaí              |                        |
| Bauru        | 020    | Balbinos          |                        |
| Bauru        | 020    | Bauru             |                        |
| Bauru        | 020    | Borebi            |                        |
| Bauru        | 020    | Cabrália Paulista |                        |
| Bauru        | 020    | Duartina          |                        |
| Bauru        | 020    | Guarantã          |                        |
| Bauru        | 020    | Iacanga           |                        |
| Bauru        | 020    | Lençóis Paulista  |                        |
| Bauru        | 020    | Lucianópolis      |                        |
| Bauru        | 020    | Paulistânia       |                        |
| Bauru        | 020    | Pirajuí           |                        |
| Bauru        | 020    | Piratininga       |                        |
| Bauru        | 020    | Pongaí            |                        |
| Bauru        | 020    | Presidente Alves  |                        |
| Bauru        | 020    | Reginópolis       |                        |
| Bauru        | 020    | Ubirajara         |                        |
| Bauru        | 020    | Uru               |                        |
| Jaú          | 021    |                   | Bariri                 |
| Jaú          | 021    | Barra Bonita      |                        |
| Jaú          | 021    | Bocaina           |                        |
| Jaú          | 021    | Boraceia          |                        |
| Jaú          | 021    | Dois Córregos     |                        |
| Jaú          | 021    | Igaraçu do Tietê  |                        |
| Jaú          | 021    | Itaju             |                        |
| Jaú          | 021    | Itapuí            |                        |
| Jaú          | 021    | Jaú               |                        |
| Jaú          | 021    | Macatuba          |                        |
| Jaú          | 021    | Mineiros do Tietê |                        |
| Jaú          | 021    | Pederneiras       |                        |
| Avaré        | 022    |                   | Águas de Santa Bárbara |
| Avaré        | 022    | Arandu            |                        |
| Avaré        | 022    | Avaré             |                        |
| Avaré        | 022    | Cerqueira César   |                        |
| Avaré        | 022    | Iaras             |                        |
| Avaré        | 022    | Itaí              |                        |
| Avaré        | 022    | Itatinga          |                        |
| Avaré        | 022    | Paranapanema      |                        |
| Botucatu     | 023    |                   | Anhembi                |
| Botucatu     | 023    | Bofete            |                        |
| Botucatu     | 023    | Botucatu          |                        |
| Botucatu     | 023    | Conchas           |                        |
| Botucatu     | 023    | Pardinho          |                        |
| Botucatu     | 023    | Pratânia          |                        |
| Botucatu     | 023    | São Manuel        |                        |

### Mesorregião de Araraquara
| Microrregião | Código | Localização          | Municípios          |
| ------------ | ------ | -------------------- | ------------------- |
| Araraquara   | 024    |                      | Américo Brasiliense |
| Araraquara   | 024    | Araraquara           |                     |
| Araraquara   | 024    | Boa Esperança do Sul |                     |
| Araraquara   | 024    | Borborema            |                     |
| Araraquara   | 024    | Dobrada              |                     |
| Araraquara   | 024    | Gavião Peixoto       |                     |
| Araraquara   | 024    | Ibitinga             |                     |
| Araraquara   | 024    | Itápolis             |                     |
| Araraquara   | 024    | Matão                |                     |
| Araraquara   | 024    | Motuca               |                     |
| Araraquara   | 024    | Nova Europa          |                     |
| Araraquara   | 024    | Rincão               |                     |
| Araraquara   | 024    | Santa Lúcia          |                     |
| Araraquara   | 024    | Tabatinga            |                     |
| Araraquara   | 024    | Trabiju              |                     |
| São Carlos   | 025    |                      | Analândia           |
| São Carlos   | 025    | Descalvado           |                     |
| São Carlos   | 025    | Dourado              |                     |
| São Carlos   | 025    | Ibaté                |                     |
| São Carlos   | 025    | Ribeirão Bonito      |                     |
| São Carlos   | 025    | São Carlos           |                     |

### Mesorregião de Piracicaba
| Microrregião | Código | Localização             | Municípios         |
| ------------ | ------ | ----------------------- | ------------------ |
| Rio Claro    | 026    |                         | Brotas             |
| Rio Claro    | 026    | Corumbataí              |                    |
| Rio Claro    | 026    | Ipeúna                  |                    |
| Rio Claro    | 026    | Itirapina               |                    |
| Rio Claro    | 026    | Rio Claro               |                    |
| Rio Claro    | 026    | Torrinha                |                    |
| Limeira      | 027    |                         | Araras             |
| Limeira      | 027    | Conchal                 |                    |
| Limeira      | 027    | Cordeirópolis           |                    |
| Limeira      | 027    | Iracemápolis            |                    |
| Limeira      | 027    | Leme                    |                    |
| Limeira      | 027    | Limeira                 |                    |
| Limeira      | 027    | Santa Cruz da Conceição |                    |
| Limeira      | 027    | Santa Gertrudes         |                    |
| Piracicaba   | 028    |                         | Águas de São Pedro |
| Piracicaba   | 028    | Capivari                |                    |
| Piracicaba   | 028    | Charqueada              |                    |
| Piracicaba   | 028    | Jumirim                 |                    |
| Piracicaba   | 028    | Mombuca                 |                    |
| Piracicaba   | 028    | Piracicaba              |                    |
| Piracicaba   | 028    | Rafard                  |                    |
| Piracicaba   | 028    | Rio das Pedras          |                    |
| Piracicaba   | 028    | Saltinho                |                    |
| Piracicaba   | 028    | Santa Maria da Serra    |                    |
| Piracicaba   | 028    | São Pedro               |                    |
| Piracicaba   | 028    | Tietê                   |                    |

### Mesorregião de Campinas
| Microrregião          | Código | Localização              | Municípios       |
| --------------------- | ------ | ------------------------ | ---------------- |
| Pirassununga          | 029    |                          | Aguaí            |
| Pirassununga          | 029    | Pirassununga             |                  |
| Pirassununga          | 029    | Porto Ferreira           |                  |
| Pirassununga          | 029    | Santa Cruz das Palmeiras |                  |
| São João da Boa Vista | 030    |                          | Águas da Prata   |
| São João da Boa Vista | 030    | Caconde                  |                  |
| São João da Boa Vista | 030    | Casa Branca              |                  |
| São João da Boa Vista | 030    | Divinolândia             |                  |
| São João da Boa Vista | 030    | Espírito Santo do Pinhal |                  |
| São João da Boa Vista | 030    | Itobi                    |                  |
| São João da Boa Vista | 030    | Mococa                   |                  |
| São João da Boa Vista | 030    | Santo Antônio do Jardim  |                  |
| São João da Boa Vista | 030    | São João da Boa Vista    |                  |
| São João da Boa Vista | 030    | São José do Rio Pardo    |                  |
| São João da Boa Vista | 030    | São Sebastião da Grama   |                  |
| São João da Boa Vista | 030    | Tambaú                   |                  |
| São João da Boa Vista | 030    | Tapiratiba               |                  |
| São João da Boa Vista | 030    | Vargem Grande do Sul     |                  |
| Mogi Mirim            | 031    |                          | Artur Nogueira   |
| Mogi Mirim            | 031    | Engenheiro Coelho        |                  |
| Mogi Mirim            | 031    | Estiva Gerbi             |                  |
| Mogi Mirim            | 031    | Itapira                  |                  |
| Mogi Mirim            | 031    | Mogi Guaçu               |                  |
| Mogi Mirim            | 031    | Mogi Mirim               |                  |
| Mogi Mirim            | 031    | Santo Antônio de Posse   |                  |
| Campinas              | 032    |                          | Americana        |
| Campinas              | 032    | Campinas                 |                  |
| Campinas              | 032    | Cosmópolis               |                  |
| Campinas              | 032    | Elias Fausto             |                  |
| Campinas              | 032    | Holambra                 |                  |
| Campinas              | 032    | Hortolândia              |                  |
| Campinas              | 032    | Indaiatuba               |                  |
| Campinas              | 032    | Jaguariúna               |                  |
| Campinas              | 032    | Monte Mor                |                  |
| Campinas              | 032    | Nova Odessa              |                  |
| Campinas              | 032    | Paulínia                 |                  |
| Campinas              | 032    | Pedreira                 |                  |
| Campinas              | 032    | Santa Bárbara d'Oeste    |                  |
| Campinas              | 032    | Sumaré                   |                  |
| Campinas              | 032    | Valinhos                 |                  |
| Campinas              | 032    | Vinhedo                  |                  |
| Amparo                | 033    |                          | Águas de Lindóia |
| Amparo                | 033    | Amparo                   |                  |
| Amparo                | 033    | Lindoia                  |                  |
| Amparo                | 033    | Monte Alegre do Sul      |                  |
| Amparo                | 033    | Pedra Bela               |                  |
| Amparo                | 033    | Pinhalzinho              |                  |
| Amparo                | 033    | Serra Negra              |                  |
| Amparo                | 033    | Socorro                  |                  |

### Mesorregião de Presidente Prudente
| Microrregião        | Código | Localização                | Municípios        |
| ------------------- | ------ | -------------------------- | ----------------- |
| Dracena             | 034    |                            | Dracena           |
| Dracena             | 034    | Junqueirópolis             |                   |
| Dracena             | 034    | Monte Castelo              |                   |
| Dracena             | 034    | Nova Guataporanga          |                   |
| Dracena             | 034    | Ouro Verde                 |                   |
| Dracena             | 034    | Panorama                   |                   |
| Dracena             | 034    | Paulicéia                  |                   |
| Dracena             | 034    | Santa Mercedes             |                   |
| Dracena             | 034    | São João do Pau-d'Alho     |                   |
| Dracena             | 034    | Tupi Paulista              |                   |
| Adamantina          | 035    |                            | Adamantina        |
| Adamantina          | 035    | Flora Rica                 |                   |
| Adamantina          | 035    | Flórida Paulista           |                   |
| Adamantina          | 035    | Inúbia Paulista            |                   |
| Adamantina          | 035    | Irapuru                    |                   |
| Adamantina          | 035    | Lucélia                    |                   |
| Adamantina          | 035    | Mariápolis                 |                   |
| Adamantina          | 035    | Osvaldo Cruz               |                   |
| Adamantina          | 035    | Pacaembu                   |                   |
| Adamantina          | 035    | Parapuã                    |                   |
| Adamantina          | 035    | Pracinha                   |                   |
| Adamantina          | 035    | Rinópolis                  |                   |
| Adamantina          | 035    | Sagres                     |                   |
| Adamantina          | 035    | Salmourão                  |                   |
| Presidente Prudente | 036    |                            | Alfredo Marcondes |
| Presidente Prudente | 036    | Álvares Machado            |                   |
| Presidente Prudente | 036    | Anhumas                    |                   |
| Presidente Prudente | 036    | Caiabu                     |                   |
| Presidente Prudente | 036    | Caiuá                      |                   |
| Presidente Prudente | 036    | Emilianópolis              |                   |
| Presidente Prudente | 036    | Estrela do Norte           |                   |
| Presidente Prudente | 036    | Euclides da Cunha Paulista |                   |
| Presidente Prudente | 036    | Indiana                    |                   |
| Presidente Prudente | 036    | João Ramalho               |                   |
| Presidente Prudente | 036    | Marabá Paulista            |                   |
| Presidente Prudente | 036    | Martinópolis               |                   |
| Presidente Prudente | 036    | Mirante do Paranapanema    |                   |
| Presidente Prudente | 036    | Narandiba                  |                   |
| Presidente Prudente | 036    | Piquerobi                  |                   |
| Presidente Prudente | 036    | Pirapozinho                |                   |
| Presidente Prudente | 036    | Presidente Bernardes       |                   |
| Presidente Prudente | 036    | Presidente Epitácio        |                   |
| Presidente Prudente | 036    | Presidente Prudente        |                   |
| Presidente Prudente | 036    | Presidente Venceslau       |                   |
| Presidente Prudente | 036    | Rancharia                  |                   |
| Presidente Prudente | 036    | Regente Feijó              |                   |
| Presidente Prudente | 036    | Ribeirão dos Índios        |                   |
| Presidente Prudente | 036    | Rosana                     |                   |
| Presidente Prudente | 036    | Sandovalina                |                   |
| Presidente Prudente | 036    | Santo Anastácio            |                   |
| Presidente Prudente | 036    | Santo Expedito             |                   |
| Presidente Prudente | 036    | Taciba                     |                   |
| Presidente Prudente | 036    | Tarabai                    |                   |
| Presidente Prudente | 036    | Teodoro Sampaio            |                   |

### Mesorregião de Marília
| Microrregião | Código | Localização    | Municípios         |
| ------------ | ------ | -------------- | ------------------ |
| Tupã         | 037    |                | Arco-Íris          |
| Tupã         | 037    | Bastos         |                    |
| Tupã         | 037    | Herculândia    |                    |
| Tupã         | 037    | Iacri          |                    |
| Tupã         | 037    | Queiroz        |                    |
| Tupã         | 037    | Quintana       |                    |
| Tupã         | 037    | Tupã           |                    |
| Marília      | 038    |                | Álvaro de Carvalho |
| Marília      | 038    | Alvinlândia    |                    |
| Marília      | 038    | Echaporã       |                    |
| Marília      | 038    | Fernão         |                    |
| Marília      | 038    | Gália          |                    |
| Marília      | 038    | Garça          |                    |
| Marília      | 038    | Lupércio       |                    |
| Marília      | 038    | Marília        |                    |
| Marília      | 038    | Ocauçu         |                    |
| Marília      | 038    | Oriente        |                    |
| Marília      | 038    | Oscar Bressane |                    |
| Marília      | 038    | Pompeia        |                    |
| Marília      | 038    | Vera Cruz      |                    |

### Mesorregião de Assis
| Microrregião | Código | Localização             | Municípios           |
| ------------ | ------ | ----------------------- | -------------------- |
| Assis        | 039    |                         | Assis                |
| Assis        | 039    | Borá                    |                      |
| Assis        | 039    | Campos Novos Paulista   |                      |
| Assis        | 039    | Cândido Mota            |                      |
| Assis        | 039    | Cruzália                |                      |
| Assis        | 039    | Florínea                |                      |
| Assis        | 039    | Ibirarema               |                      |
| Assis        | 039    | Iepê                    |                      |
| Assis        | 039    | Lutécia                 |                      |
| Assis        | 039    | Maracaí                 |                      |
| Assis        | 039    | Nantes                  |                      |
| Assis        | 039    | Palmital                |                      |
| Assis        | 039    | Paraguaçu Paulista      |                      |
| Assis        | 039    | Pedrinhas Paulista      |                      |
| Assis        | 039    | Platina                 |                      |
| Assis        | 039    | Quatá                   |                      |
| Assis        | 039    | Tarumã                  |                      |
| Ourinhos     | 040    |                         | Bernardino de Campos |
| Ourinhos     | 040    | Canitar                 |                      |
| Ourinhos     | 040    | Chavantes               |                      |
| Ourinhos     | 040    | Espírito Santo do Turvo |                      |
| Ourinhos     | 040    | Fartura                 |                      |
| Ourinhos     | 040    | Ipaussu                 |                      |
| Ourinhos     | 040    | Manduri                 |                      |
| Ourinhos     | 040    | Óleo                    |                      |
| Ourinhos     | 040    | Ourinhos                |                      |
| Ourinhos     | 040    | Piraju                  |                      |
| Ourinhos     | 040    | Ribeirão do Sul         |                      |
| Ourinhos     | 040    | Salto Grande            |                      |
| Ourinhos     | 040    | Santa Cruz do Rio Pardo |                      |
| Ourinhos     | 040    | São Pedro do Turvo      |                      |
| Ourinhos     | 040    | Sarutaiá                |                      |
| Ourinhos     | 040    | Taguaí                  |                      |
| Ourinhos     | 040    | Tejupá                  |                      |
| Ourinhos     | 040    | Timburi                 |                      |

### Mesorregião de Itapetininga
| Microrregião | Código | Localização             | Municípios        |
| ------------ | ------ | ----------------------- | ----------------- |
| Itapeva      | 041    |                         | Barão de Antonina |
| Itapeva      | 041    | Bom Sucesso de Itararé  |                   |
| Itapeva      | 041    | Buri                    |                   |
| Itapeva      | 041    | Coronel Macedo          |                   |
| Itapeva      | 041    | Itaberá                 |                   |
| Itapeva      | 041    | Itapeva                 |                   |
| Itapeva      | 041    | Itaporanga              |                   |
| Itapeva      | 041    | Itararé                 |                   |
| Itapeva      | 041    | Nova Campina            |                   |
| Itapeva      | 041    | Riversul                |                   |
| Itapeva      | 041    | Taquarituba             |                   |
| Itapeva      | 041    | Taquarivaí              |                   |
| Itapetininga | 042    |                         | Alambari          |
| Itapetininga | 042    | Angatuba                |                   |
| Itapetininga | 042    | Campina do Monte Alegre |                   |
| Itapetininga | 042    | Guareí                  |                   |
| Itapetininga | 042    | Itapetininga            |                   |
| Tatuí        | 043    |                         | Boituva           |
| Tatuí        | 043    | Cerquilho               |                   |
| Tatuí        | 043    | Cesário Lange           |                   |
| Tatuí        | 043    | Laranjal Paulista       |                   |
| Tatuí        | 043    | Pereiras                |                   |
| Tatuí        | 043    | Porangaba               |                   |
| Tatuí        | 043    | Quadra                  |                   |
| Tatuí        | 043    | Tatuí                   |                   |
| Tatuí        | 043    | Torre de Pedra          |                   |
| Capão Bonito | 044    |                         | Apiaí             |
| Capão Bonito | 044    | Barra do Chapéu         |                   |
| Capão Bonito | 044    | Capão Bonito            |                   |
| Capão Bonito | 044    | Guapiara                |                   |
| Capão Bonito | 044    | Iporanga                |                   |
| Capão Bonito | 044    | Itaóca                  |                   |
| Capão Bonito | 044    | Itapirapuã Paulista     |                   |
| Capão Bonito | 044    | Ribeira                 |                   |
| Capão Bonito | 044    | Ribeirão Branco         |                   |
| Capão Bonito | 044    | Ribeirão Grande         |                   |

### Mesorregião Macro Metropolitana Paulista
| Microrregião      | Código | Localização           | Municípios           |
| ----------------- | ------ | --------------------- | -------------------- |
| Piedade           | 045    |                       | Ibiúna               |
| Piedade           | 045    | Piedade               |                      |
| Piedade           | 045    | Pilar do Sul          |                      |
| Piedade           | 045    | São Miguel Arcanjo    |                      |
| Piedade           | 045    | Tapiraí               |                      |
| Sorocaba          | 046    |                       | Alumínio             |
| Sorocaba          | 046    | Araçariguama          |                      |
| Sorocaba          | 046    | Araçoiaba da Serra    |                      |
| Sorocaba          | 046    | Cabreúva              |                      |
| Sorocaba          | 046    | Capela do Alto        |                      |
| Sorocaba          | 046    | Iperó                 |                      |
| Sorocaba          | 046    | Itu                   |                      |
| Sorocaba          | 046    | Mairinque             |                      |
| Sorocaba          | 046    | Porto Feliz           |                      |
| Sorocaba          | 046    | Salto                 |                      |
| Sorocaba          | 046    | Salto de Pirapora     |                      |
| Sorocaba          | 046    | São Roque             |                      |
| Sorocaba          | 046    | Sarapuí               |                      |
| Sorocaba          | 046    | Sorocaba              |                      |
| Sorocaba          | 046    | Votorantim            |                      |
| Jundiaí           | 047    |                       | Campo Limpo Paulista |
| Jundiaí           | 047    | Itupeva               |                      |
| Jundiaí           | 047    | Jundiaí               |                      |
| Jundiaí           | 047    | Louveira              |                      |
| Jundiaí           | 047    | Várzea Paulista       |                      |
| Bragança Paulista | 048    |                       | Atibaia              |
| Bragança Paulista | 048    | Bom Jesus dos Perdões |                      |
| Bragança Paulista | 048    | Bragança Paulista     |                      |
| Bragança Paulista | 048    | Itatiba               |                      |
| Bragança Paulista | 048    | Jarinu                |                      |
| Bragança Paulista | 048    | Joanópolis            |                      |
| Bragança Paulista | 048    | Morungaba             |                      |
| Bragança Paulista | 048    | Nazaré Paulista       |                      |
| Bragança Paulista | 048    | Piracaia              |                      |
| Bragança Paulista | 048    | Tuiuti                |                      |
| Bragança Paulista | 048    | Vargem                |                      |

### Mesorregião do Vale do Paraíba Paulista
| Microrregião         | Código | Localização             | Municípios       |
| -------------------- | ------ | ----------------------- | ---------------- |
| Campos do Jordão     | 049    |                         | Campos do Jordão |
| Campos do Jordão     | 049    | Monteiro Lobato         |                  |
| Campos do Jordão     | 049    | Santo Antônio do Pinhal |                  |
| Campos do Jordão     | 049    | São Bento do Sapucaí    |                  |
| São José dos Campos  | 050    |                         | Caçapava         |
| São José dos Campos  | 050    | Igaratá                 |                  |
| São José dos Campos  | 050    | Jacareí                 |                  |
| São José dos Campos  | 050    | Pindamonhangaba         |                  |
| São José dos Campos  | 050    | Santa Branca            |                  |
| São José dos Campos  | 050    | São José dos Campos     |                  |
| São José dos Campos  | 050    | Taubaté                 |                  |
| São José dos Campos  | 050    | Tremembé                |                  |
| Guaratinguetá        | 051    |                         | Aparecida        |
| Guaratinguetá        | 051    | Cachoeira Paulista      |                  |
| Guaratinguetá        | 051    | Canas                   |                  |
| Guaratinguetá        | 051    | Cruzeiro                |                  |
| Guaratinguetá        | 051    | Guaratinguetá           |                  |
| Guaratinguetá        | 051    | Lavrinhas               |                  |
| Guaratinguetá        | 051    | Lorena                  |                  |
| Guaratinguetá        | 051    | Piquete                 |                  |
| Guaratinguetá        | 051    | Potim                   |                  |
| Guaratinguetá        | 051    | Queluz                  |                  |
| Guaratinguetá        | 051    | Roseira                 |                  |
| Bananal              | 052    |                         | Arapeí           |
| Bananal              | 052    | Areias                  |                  |
| Bananal              | 052    | Bananal                 |                  |
| Bananal              | 052    | São José do Barreiro    |                  |
| Bananal              | 052    | Silveiras               |                  |
| Paraibuna/Paraitinga | 053    |                         | Cunha            |
| Paraibuna/Paraitinga | 053    | Jambeiro                |                  |
| Paraibuna/Paraitinga | 053    | Lagoinha                |                  |
| Paraibuna/Paraitinga | 053    | Natividade da Serra     |                  |
| Paraibuna/Paraitinga | 053    | Paraibuna               |                  |
| Paraibuna/Paraitinga | 053    | Redenção da Serra       |                  |
| Paraibuna/Paraitinga | 053    | São Luiz do Paraitinga  |                  |
| Caraguatatuba        | 054    |                         | Caraguatatuba    |
| Caraguatatuba        | 054    | Ilhabela                |                  |
| Caraguatatuba        | 054    | São Sebastião           |                  |
| Caraguatatuba        | 054    | Ubatuba                 |                  |

### Mesorregião do Litoral Sul Paulista
| Microrregião | Código | Localização     | Municípios     |
| ------------ | ------ | --------------- | -------------- |
| Registro     | 055    |                 | Barra do Turvo |
| Registro     | 055    | Cajati          |                |
| Registro     | 055    | Cananéia        |                |
| Registro     | 055    | Eldorado        |                |
| Registro     | 055    | Iguape          |                |
| Registro     | 055    | Ilha Comprida   |                |
| Registro     | 055    | Jacupiranga     |                |
| Registro     | 055    | Juquiá          |                |
| Registro     | 055    | Miracatu        |                |
| Registro     | 055    | Pariquera-Açu   |                |
| Registro     | 055    | Registro        |                |
| Registro     | 055    | Sete Barras     |                |
| Itanhaém     | 056    |                 | Itanhaém       |
| Itanhaém     | 056    | Itariri         |                |
| Itanhaém     | 056    | Mongaguá        |                |
| Itanhaém     | 056    | Pedro de Toledo |                |
| Itanhaém     | 056    | Peruíbe         |                |

### Mesorregião Metropolitana de São Paulo
| Microrregião         | Código | Localização            | Municípios     |
| -------------------- | ------ | ---------------------- | -------------- |
| Osasco               | 057    |                        | Barueri        |
| Osasco               | 057    | Cajamar                |                |
| Osasco               | 057    | Carapicuíba            |                |
| Osasco               | 057    | Itapevi                |                |
| Osasco               | 057    | Jandira                |                |
| Osasco               | 057    | Osasco                 |                |
| Osasco               | 057    | Pirapora do Bom Jesus  |                |
| Osasco               | 057    | Santana de Parnaíba    |                |
| Franco da Rocha      | 058    |                        | Caieiras       |
| Franco da Rocha      | 058    | Francisco Morato       |                |
| Franco da Rocha      | 058    | Franco da Rocha        |                |
| Franco da Rocha      | 058    | Mairiporã              |                |
| Guarulhos            | 059    |                        | Arujá          |
| Guarulhos            | 059    | Guarulhos              |                |
| Guarulhos            | 059    | Santa Isabel           |                |
| Itapecerica da Serra | 060    |                        | Cotia          |
| Itapecerica da Serra | 060    | Embu das Artes         |                |
| Itapecerica da Serra | 060    | Embu-Guaçu             |                |
| Itapecerica da Serra | 060    | Itapecerica da Serra   |                |
| Itapecerica da Serra | 060    | Juquitiba              |                |
| Itapecerica da Serra | 060    | São Lourenço da Serra  |                |
| Itapecerica da Serra | 060    | Taboão da Serra        |                |
| Itapecerica da Serra | 060    | Vargem Grande Paulista |                |
| São Paulo            | 061    |                        | Diadema        |
| São Paulo            | 061    | Mauá                   |                |
| São Paulo            | 061    | Ribeirão Pires         |                |
| São Paulo            | 061    | Rio Grande da Serra    |                |
| São Paulo            | 061    | Santo André            |                |
| São Paulo            | 061    | São Bernardo do Campo  |                |
| São Paulo            | 061    | São Caetano do Sul     |                |
| São Paulo            | 061    | São Paulo              |                |
| Mogi das Cruzes      | 062    |                        | Biritiba Mirim |
| Mogi das Cruzes      | 062    | Ferraz de Vasconcelos  |                |
| Mogi das Cruzes      | 062    | Guararema              |                |
| Mogi das Cruzes      | 062    | Itaquaquecetuba        |                |
| Mogi das Cruzes      | 062    | Mogi das Cruzes        |                |
| Mogi das Cruzes      | 062    | Poá                    |                |
| Mogi das Cruzes      | 062    | Salesópolis            |                |
| Mogi das Cruzes      | 062    | Suzano                 |                |
| Santos               | 063    |                        | Bertioga       |
| Santos               | 063    | Cubatão                |                |
| Santos               | 063    | Guarujá                |                |
| Santos               | 063    | Praia Grande           |                |
| Santos               | 063    | Santos                 |                |
| Santos               | 063    | São Vicente            |                |